# Irlande au Concours Eurovision de la chanson 1997
L’Irlande participe au Concours Eurovision de la chanson 1997. L'année précédente, elle avait remporté le Concours avec The Voice interprétée par Eimear Quinn. Elle est le pays hôte du Concours, organisé à Dublin.
Le pays est représenté par la chanson Mysterious Woman, interprétée par Marc Roberts, et sélectionnée par une finale nationale organisée par le diffuseur irlandais RTE.

## Sélection
La finale a lieu le 9 mars 1997 à l'Institute of Technology de Waterford, animée par Pat Kenny. Huit chansons participent à la finale et la gagnante, Mysterious Woman interprétée par Marc Roberts, est choisie par les votes de dix jurys régionaux.
| Passage | Artiste            | Chanson                | Auteur-compositeur             | Points | Place |
| ------- | ------------------ | ---------------------- | ------------------------------ | ------ | ----- |
| 1       | Tommy Quinn        | Good Life              | Teresa Keogh                   | 59     | 5     |
| 2       | Miranda            | I Am Here              | Jim Walsh                      | 48     | 7     |
| 3       | Darren Holden      | Suddenly               | Darren Holden                  | 91     | 2     |
| 4       | Michelle Costelloe | Never Far Away         | Michelle Costelloe             | 45     | 8     |
| 5       | Helen Uí Dhúnaird  | Uaigneas               | Seán Ó Coisdealbha             | 54     | 6     |
| 6       | Gary O'Shaughnessy | Love and Understanding | Michael Heffernan, Kevin Smith | 87     | 3     |
| 7       | Maggie Toal        | My Love                | Tony Adams-Rosa                | 67     | 4     |
| 8       | Marc Roberts       | Mysterious Woman       | John Farry                     | 99     | 1     |

| Vote détaillé des jurys régionaux | Vote détaillé des jurys régionaux | Vote détaillé des jurys régionaux | Vote détaillé des jurys régionaux | Vote détaillé des jurys régionaux | Vote détaillé des jurys régionaux | Vote détaillé des jurys régionaux | Vote détaillé des jurys régionaux | Vote détaillé des jurys régionaux | Vote détaillé des jurys régionaux | Vote détaillé des jurys régionaux | Vote détaillé des jurys régionaux | Vote détaillé des jurys régionaux |
| Passage                           | Chanson                           | Athlone                           | Ballybunion                       | Cork                              | Dublin                            | Dundalk                           | Galway                            | Killybegs                         | Limerick                          | Sligo                             | Waterford                         | Total                             |
| --------------------------------- | --------------------------------- | --------------------------------- | --------------------------------- | --------------------------------- | --------------------------------- | --------------------------------- | --------------------------------- | --------------------------------- | --------------------------------- | --------------------------------- | --------------------------------- | --------------------------------- |
| 1                                 | Good Life                         | 6                                 | 4                                 | 7                                 | 6                                 | 6                                 | 8                                 | 6                                 | 8                                 | 5                                 | 3                                 | 59                                |
| 2                                 | I Am Here                         | 5                                 | 3                                 | 5                                 | 8                                 | 3                                 | 3                                 | 3                                 | 5                                 | 3                                 | 10                                | 48                                |
| 3                                 | Suddenly                          | 10                                | 8                                 | 10                                | 12                                | 7                                 | 6                                 | 10                                | 4                                 | 12                                | 12                                | 91                                |
| 4                                 | Never Far Away                    | 3                                 | 5                                 | 3                                 | 4                                 | 5                                 | 4                                 | 4                                 | 6                                 | 4                                 | 7                                 | 45                                |
| 5                                 | Uaigneas                          | 4                                 | 7                                 | 4                                 | 3                                 | 4                                 | 10                                | 5                                 | 3                                 | 6                                 | 8                                 | 54                                |
| 6                                 | Love and Understanding            | 8                                 | 10                                | 8                                 | 10                                | 8                                 | 12                                | 7                                 | 10                                | 10                                | 4                                 | 87                                |
| 7                                 | My Love                           | 7                                 | 6                                 | 6                                 | 5                                 | 10                                | 5                                 | 8                                 | 7                                 | 8                                 | 5                                 | 67                                |
| 8                                 | Mysterious Woman                  | 12                                | 12                                | 12                                | 7                                 | 12                                | 7                                 | 12                                | 12                                | 7                                 | 6                                 | 99                                |

## Eurovision
L'Irlande est considérée comme l'un des favoris des bookmakers pour remporter le concours.
La chanson est la cinquième de la soirée, suivant One Step interprétée par Bettina Soriat pour l'Autriche et précédant Zbudi se interprétée par Tanja Ribič pour la Slovénie.
À la fin du vote, la chanson obtient 157 points et finit deuxième sur les vingt-cinq participants.

### Points attribués par l'Irlande
| 12 points | Royaume-Uni |
| 10 points | France      |
| 8 points  | Estonie     |
| 7 points  | Malte       |
| 6 points  | Espagne     |
| 5 points  | Suède       |
| 4 points  | Hongrie     |
| 3 points  | Chypre      |
| 2 points  | Turquie     |
| 1 point   | Italie      |

### Points attribués à l'Irlande
| 12 points     | 10 points                                                  | 8 points                                                      | 7 points           | 6 points                      |
| ------------- | ---------------------------------------------------------- | ------------------------------------------------------------- | ------------------ | ----------------------------- |
| - Royaume-Uni | - Autriche - Danemark - France - Italie - Portugal - Suède | - Allemagne - Bosnie-Herzégovine - Chypre - Estonie - Hongrie | - Pologne - Suisse | - Croatie - Espagne - Turquie |
| 5 points      | 4 points                                                   | 3 points                                                      | 2 points           | 1 point                       |
| - Russie      | - Pays-Bas                                                 | - Norvège                                                     |                    | - Slovénie                    |